# .um
um. هو نطاق إنترنت من صِنف مستوى النطاقات العُليا في ترميز الدول والمناطق، للمواقع التي تنتمي إلى جزر الولايات المتحدة الأمريكية البعيدة خارج نطاق أمريكا الشمالية.